# Sevensmolen (Kaulille)
De Sevensmolen is een ronde stenen molen van het type grondzeiler. De molen bevindt zich aan Molenstraat 18 te Kaulille en is in gebruik als korenmolen.
De molen werd gebouwd in 1891 door de Nederlander Adrianus Johannes Mulders, welke hem in 1902 verkocht aan de familie Sevens-Stienen, waarop de molen zijn huidige naam kreeg. In 1956 kwam de molen aan Paul Sevens-Maes, die hem tot 1969 nog af en toe liet draaien. In 1971 verkocht hij de molen, die nu in verval begon te raken, aan Jaak Croonen-Craeghs. Deze wilde de molen volledig herstellen, maar dat bleek te duur. In 1980 liet hij niettemin de wieken herstellen.
In 1997 werd de molen gekocht door de gemeente Bocholt. Sindsdien is de Heemkundekring erin gevestigd, waarvan de leden de molen herstelden. In 2003-2004 liet de gemeente de molen zodanig restaureren dat deze weer maalvaardig was. In 2006 werd de romp opgeknapt en in 2007 werd een haverpletter toegevoegd.